# زندان‌چال
زندان‌چال، روستایی است از توابع بخش مرکزی شهرستان مینودشت در استان گلستان ایران.
شنیده‌ها (نه به‌طور قطع)حاکی از آن است که در زمانها بسیار دور زندانی در این روستا وجود داشته که در حال حاضر اثری از آن نیست و احتمالاً نام گذاری روستا بر اساس آن زندان انجام شده‌است که این اسم خود می‌تواند گواهی بر وجود آن زندان باشد.
این زندان تاریخی و قدیمی وجود دارد و تعدادی از قدیمی‌های روستا از وجود این زندان اطلاع دارند که در زمان کودکی محل بازی آن‌ها بود و ما از قدیمی‌های محل شنیده بر صحت وجود این و همچنین راه‌های ارتباطی مخفی زندان و نام ده از روی هم زندان درون چاله برگرفته شده‌است  زندانچال.و این زندان به گفته بزرگان روستا حدودا 100سال پیش درب ورودی داشته است و به مرور در اثر ریزش و خاک ریزی درب زندان پوشانده شده است.کارشناس میراث فرهنگی بزرگی زندان حدودا 25کیلومتر تخمین زده یعنی تا روستای محمد اباد مینودشت  ولی هیچ مدرک تاریخی وجود ندارد

## جمعیت
این روستا در دهستان قلعه قافه قرار داشته و بر اساس سرشماری سال ۱۳۸۵ جمعیت آن ۳۶۴ نفر (۱۰۸ خانوار)
بوده‌است.

## زبان
اهالی روستا به زبان ترکی صحبت میکنند